# Holthusen I
Holthusen I, Landkreis Uelzen in Niedersachsen,  ist einer der neun  Ortsteile der niedersächsischen Gemeinde Wriedel in der Lüneburger Heide und hat 153 Einwohner. Der Ort liegt ca. 2 km nördlich der Hauptgemeinde Wriedel an der Straße nach Amelinghausen und verfügt über eine Busanbindung. Westlich von Holthusen befindet sich das Gelände der waldreichen Raubkammer, das zum Truppenübungsplatz Munsterlager gehört. Im Nordosten schließt sich ein Moorgebiet und der Staatsforst Süsing an. 
Holthusen wird um 1224 erstmals erwähnt, obwohl es natürlich wesentlich älter sein dürfte. In früheren Zeiten war es ein Köhlerdorf, es wurde Holzkohle z. B. für die Salzgewinnung in Lüneburg und für 23 Brauereien in Uelzen hergestellt, aber auch die Schafhaltung und Imkerei spielten eine wichtige Rolle. Heute existieren sieben landwirtschaftliche Vollerwerbsbetriebe in dem von mächtigen Eichen geprägten Ort. Auf mittelschweren Heideböden werden vorzügliche Speisekartoffeln erzeugt, aber auch erfolgreich Zuckerrüben und verschiedene Getreidearten angebaut.

Die Eingemeindung nach Wriedel erfolgte am 1. Juli 1972. Die Bezeichnung Holthusen I erhielt der Ort zur Unterscheidung von Holthusen II, ebenfalls Landkreis Uelzen, einem etwa 10 km südöstlich von Gerdau gelegenen Ortsteil der Gemeinde Gerdau. 
Holthusen hat weder eine eigene Kirche (gehört zur Wriedeler Kirche), noch eine Schule oder ein Gasthaus. Sehenswürdigkeiten sind das sog. „Pilzhaus“, hierbei handelt es sich um ein Fachwerkhaus in Rähmbauweise, an dem das obere Stockwerk nahezu einen halben Meter an allen vier Seiten auskragt. Weiterhin gibt es einen von Häusern abgetrennt stehenden, überdachten Backofen aus Steinen.